# Ciao!
Ciao! este o revistă de gossip din România, deținută de Cancan Media, care mai deține și revista Spy și tabloidul Cancan.